# Transport maritime à courte distance
Le transport maritime à courte distance ou TMCD, aussi appelé short sea shipping (SSS) en anglais : short sea shipping ou cabotage maritime est le transport maritime de fret et de passagers en Europe géographique, au Proche et Moyen-Orient ainsi qu’en Afrique du Nord.

## Définition du transport maritime à courte distance par la Commission Européenne
« Par transport maritime à courte distance, on entend l'acheminement de marchandises et de passagers par mer entre des ports situés en Europe géographique ou entre ceux-ci et d'autres ports situés dans des pays non européens ayant une façade sur une mer fermée limitrophe de l'Europe.
Le transport maritime à courte distance recouvre à la fois les activités de transport maritime nationales et internationales, le long des côtes et au départ et à destination des îles, des fleuves et des lacs.
Il comprend également les services de transport maritime entre les États membres de l'Union et la Norvège, l'Islande et les États riverains de la mer Baltique, de la mer Noire et de la mer Méditerranée. »

## Présentation

### Les zones géographiques concernées

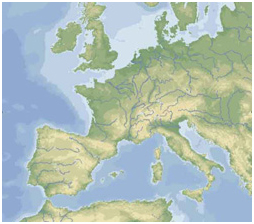

Le transport maritime à courte distance est limité géographiquement par les pays communautaires ayant une façade maritime et par les pays non communautaires bordés par une mer limitrophe d'un État-membre de la Communauté européenne. 
La zone « shortsea » comprend donc les États Membres avec une façade maritime ainsi que les pays suivants : Norvège, Islande, pays riverains de la Mer Baltique, de la Méditerranée et de la Mer Noire.

### Les différents types de shortsea shipping
- cabotage maritime et fluviomaritime : le cabotage fluviomaritime permet aux navires maritimes de desservir des ports fluviaux
- cabotage national et international : le cabotage national correspond aux lignes maritimes au sein d’un même pays
- cabotage côtier et micro cabotage : le micro-cabotage correspond aux traversées extrêmement courtes comme la desserte d’îles proches (Belle-Ile, Ouessant, etc.)
- les autoroutes de la mer

### Les services offerts par le shortsea shipping
Le transport maritime à courte distance concerne tout type de marchandises :
- Les vracs liquides : produits pétroliers, eau, GNL
- Les vracs secs : produits pulvérulents, engrais, sels, etc.
- Les conteneurs (y compris les conteneurs feeder)
- Les unités Ro-Ro : voitures neuves, camions, semi-remorques, etc.
- Les autres types de fret (breakbulk, etc.)

## Le shortsea shipping en chiffres

### Transport intra européen UE-27: répartition par mode[1]
| Route | Rail | Fluvial | Mer  |
| ----- | ---- | ------- | ---- |
| 47 %  | 11 % | 3 %     | 39 % |

### Transport intra européen UE-27: répartition par type de fret[2]
| Vrac liquide | Vrac sec | Unité Ro-Ro | Conteneur | Autre fret |
| ------------ | -------- | ----------- | --------- | ---------- |
| 48 %         | 20 %     | 13 %        | 11,5 %    | 7,5 %      |

## Les avantages et les opportunités

### Avantages
- Un transport sans congestion : la voie maritime est ouverte, sans saturation ni restrictions d'accès
- Un transport compétitif : en termes de coûts à la tonne/km et de gestion du temps grâce à la navigation 24h/24 et 7j/7.
- Un transport fiable : fréquences et horaires ajustés, statistiques d'accidents sont parmi les plus faibles dans le secteur des transports
- Le transport maritime à courte distance s’intègre parfaitement dans les chaînes logistiques d’entreprises qui ont besoin de transport porte-à-porte grâce à la facilité de gestion des flux et des stocks

### Opportunités de développement
- Efficacité et fiabilité : amélioration des plates-formes et des connexions intermodales
- Innovation : technologique, dans le transfert des données, dans le design des navires
- Simplification des procédures administratives

## Les défis
- Assurer et pérenniser un taux remplissage des navires suffisant
- Concrétiser l’espace européen de transport maritime sans barrière par une simplification des procédures administratives (douanières, sanitaires, phytosanitaires, vétérinaires, etc.)
- Développer et pérenniser la co-modalité (collaboration entre les modes de transport : maritime, ferroviaire, routier et fluvial)
- Faire connaître les aides à l’offre de transport maritime existantes
- Développer d’autres aides à la demande de transport maritime
- Limiter les goulots d’étranglement (des ports, des plateformes logistiques, etc.)